# Melchisedek offre il sacrificio
La tarsia Melchisedek offre il sacrificio fa parte delle tarsie del coro della basilica di Santa Maria Maggiore. È collocata sul presbiterio nella parte dedicata al coro dei religiosi, ala sinistra tredicesimo stallo. Il disegno fu realizzato nel 1528 dal pittore Lorenzo Lotto e tradotto poi nella tarsia da Giovan Francesco Capoferri nel biennio successivo. Uno studio delle tarsie e dei disegni preparatori fu realizzato dalla studiosa Francesca Cortesi Bosco e pubblicato nel 1987.

## Storia
La congregazione della Misericordia Maggiore, che amministrava la basilica mariana, e che aveva deciso di completare il presbiterio con il coro, il 12 marzo 1524 affidò a Lorenzo Lotto la realizzazione dei disegni per le tarsie. Il disegno fu consegnato dall'artista veneziano nel 1528 e realizzato poi nella tarsia dal Capoferri tra il 1529 e il 1530 mentre la profilatura fu affidata a Ludovico da Mantova. 
L'artista era stato visitato nella sua residenza veneziana dal presidente e giurista dalla Congregazione della Misericordia Nicolò Besuzio nel 1524, e dalla relazione che farà poi il notario di questa visita si desume che l'arista aveva iniziato a creare dato principio ad quattro pizoli et uno de li grandi […] manchar subiecti. Solo il 21novembre 1521 l'arista mandò una lettera ai sindaci della congregazione perché venissero a ritirare i nuovi cartoni per la realizzazione delle nuove tarsi.

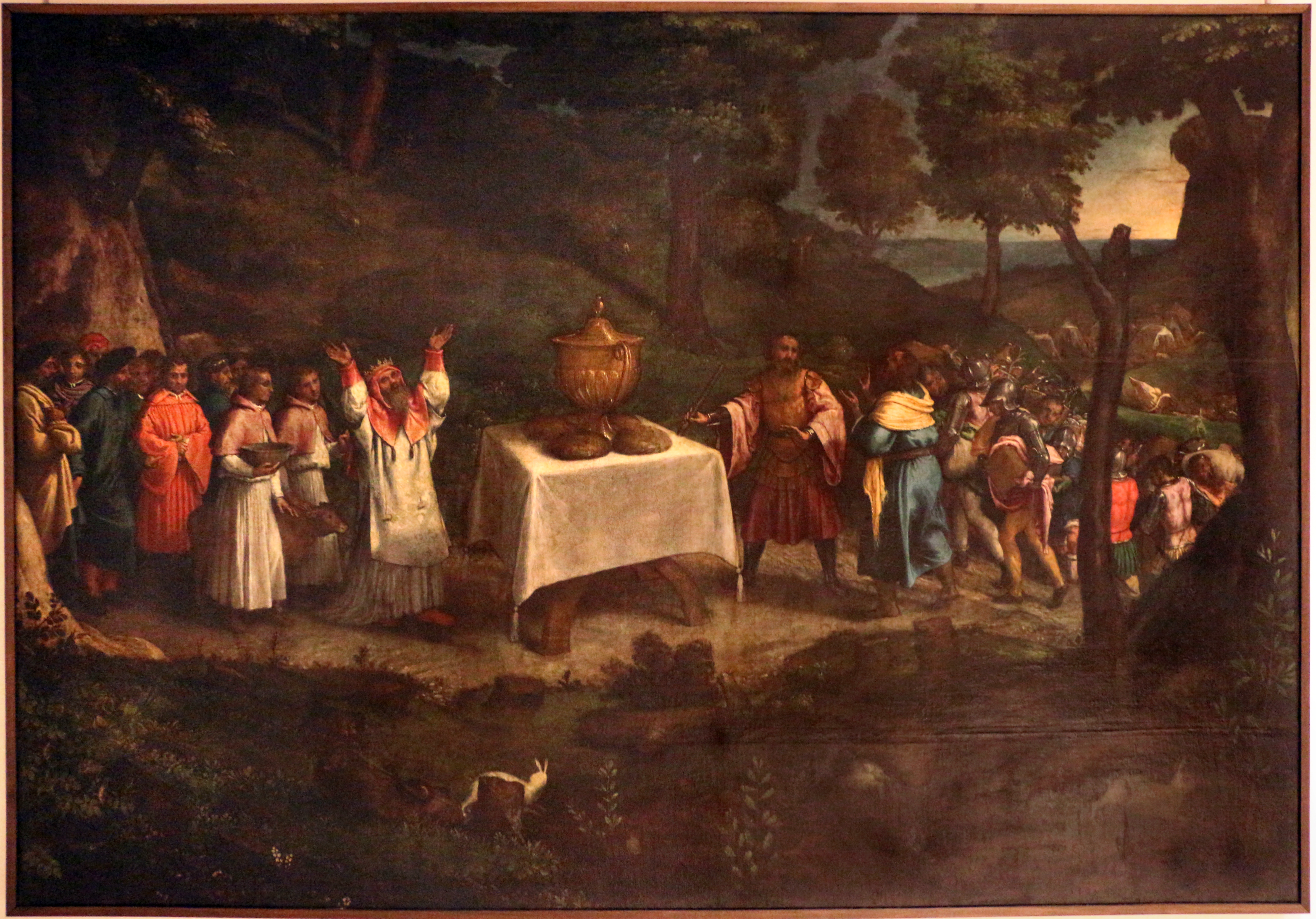
Lorenzo lotto, Sacrificio di Melchisedec, 1551-1555- Museo Pontificio della Santa Casa di Loreto

La creazione del coperto fu successiva, non era, infatti, pronto nel maggio del 1529 a causa di alcuni problemi di salute, e di confusione mentale dell'artista come relazionava al notaio San Pellegrino: “et de li coperti se mi venirano in pensier alcuna fantasia io le farò ma penso mi serà duro per haver la mente molto travagliata da varie et strane pertubatione” Ma venendo poi avvisato che Capoferri aveva già ultimato i lavori delle tarsie precedenti fu per Lotto motivo di ripresa psicologica e scriveva nel gennaio del 1931 al notario San Pellegrino: “Ho per la vostra lettera sentito gran consolazione de maniera che tute le inventione de le travolete ho trovato in doi zorni che in un anno mai ho possuto cavar dal mio cervellazo una minima cosa a tal bisogno […] Mando li desegni de le tavolete tutti al numero e satisfatione de li quadri quale sono n. 6”.
Di questo cartone e di altri non risulta traccia di pagamento, potrebbe non esser mai stato pagato, furono realizzati dal Capoferri antro il 1531, delle quali risulta un pagamento di cinque che non vengono però indicate.

## Descrizione

### Tarsia
La tarsia racconta l'episodio dell'antico Testamento, quanto Abramo riconosce nel re di Salem, Melchisedek, l'autorità suprema avendo liberato Sodoma e Gomorra dai re dell'Oriente, e facendogli offerta della decima parte del bottino di guerra, riconoscendogli il ruolo di “Dio altissimo” e quindi padrone della terra. Gli ebrei ritenevano che Dio fosse il padrone di ogni cosa che è sulla terra e quando questa viene conquistata o liberata a lui si doveva una grande offerta., perché solo Lui dona agli uomini il miracolo della vita e ogni prodigio.(Genesi 14, 18-20) Lorenzo Lotto realizzerà un dipinto nel 1545 e conservato nel Museo loretano Pontificio santa Casa, riprendendo proprio la medesima composizione. Probabilmente il cartone grande raffigurava la tarsia Elia ascende in cielo mentre tra quelli piccoli vi era il coperto Melchisedech oferente el sacrificio.
La tarsia racconta l'incontro tra Abramo vittorioso nella guerra contro gli Elamiti che aveva imprigionato il nipote Lot nelle prigioni di Sodoma, e il re di Gerusalemme Melchisedek come scritto nel libro della Genesi: “[…]abitante in Sodoma in un attacco in un attacco alla Pentapoli. Avutane notizia Abramo spartiti i suoi assalì quelli di notte, li sconfisse e li inseguì fino a Hoba […] e riprese tutti i beni e Loto, suo fratello con le sue sostanze […].” Intorno tanti alberi di cui alcuni caduti, a indicare l'uomo giusto e fertile nelle piante frondose e l'uomo peccatore arido e sterile. Lotto ha più volte ripreso questa raffigurazione. I personaggi sono vestivi con gli abiti del Cinquecento.
Il gesto di Melchisedek di benedire il pane e il vino prefigura, per la dottrina cristiana, l'eucaristia.

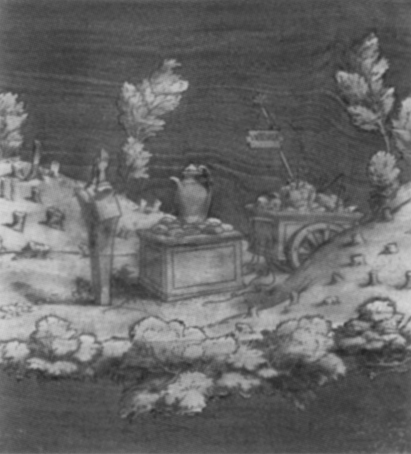
Coperto della Vittoria

### Coperto
Lotto nel disegno del coperto o impresa, riprende la medesima composizione della tarsia puntando su quelli che sono i soggetti più rilevanti: la preghiera, il bottino di guerra e le piante. Centrale l'altare e il carro carico del bottino di guerra dove vi è una lancia che riporta la scritta VICTORIA. L'altare ospita tanti pani, a indicare che il pane eucaristico è per tutti, perché il sacrificio si ripete sempre, a ogni messa. I pani sono disposti intorno a una brocca di vino con becco e manico che riprende l'ampolla del viso usata durante le funzioni eucaristiche nelle chiese. Il paesaggio è quasi desertico, con tanti alberi tagliati. Un'erma con libro e le mani giunte in preghiera sono il messaggio a tutti i fedeli di usare sempre la preghiera che nasce dalle scritture.